# Povestea cavalerului (Chaucer)

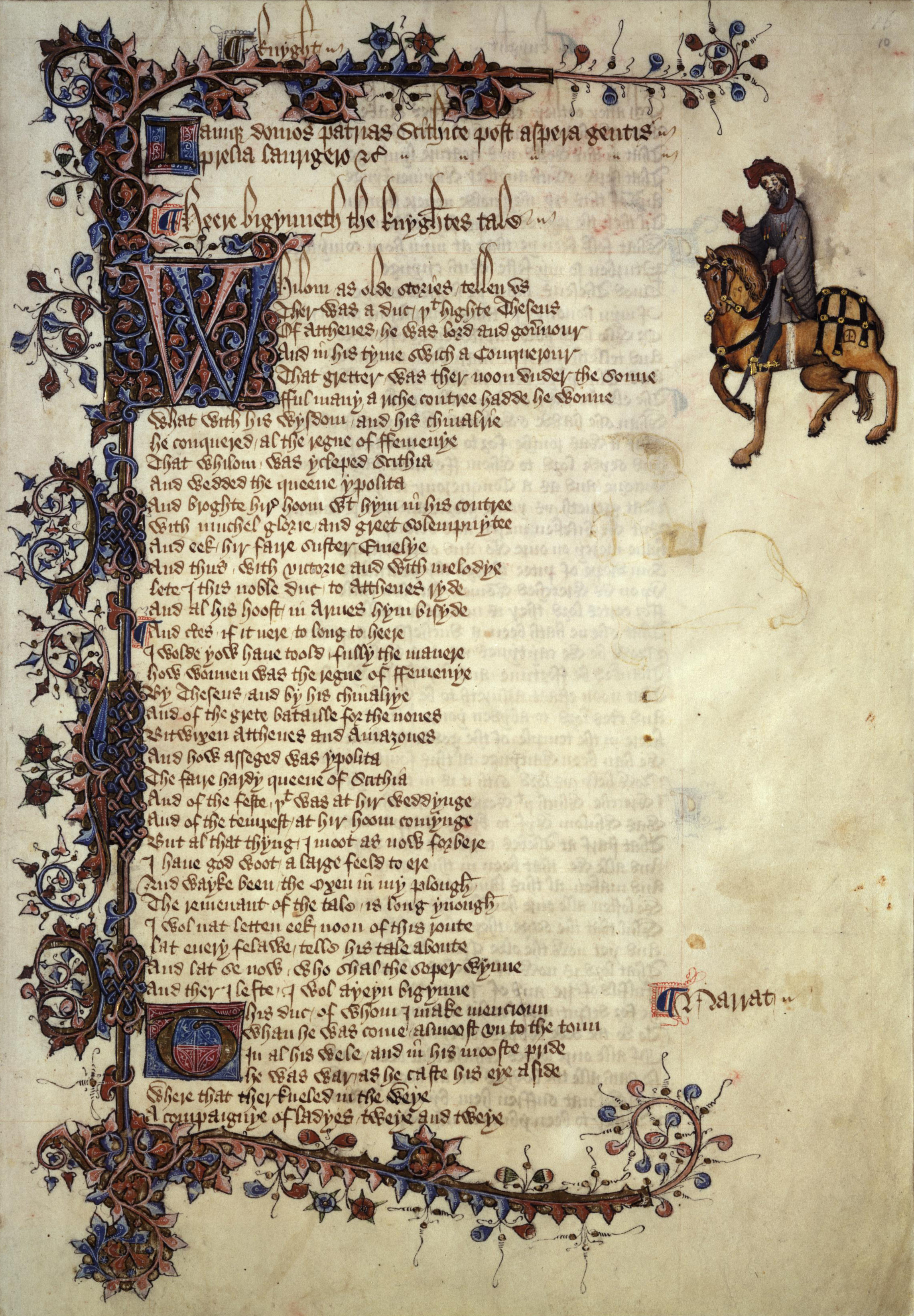
Prima pagină a povestirii Povestea cavalerului - Knight's Tale din Manuscriptul Ellesmere

Povestea cavalerului (în original, The Knightes Tale) este prima poveste din cunoscuta lucrare Poveștile din Cantebury (The Cantebury Tales) de Geoffrey Chaucer.
Cavalerul este descris de Chaucer în „Prologul general” ca fiind persoana cu cea mai înaltă poziție socială dintre pelerini, deși manierele și hainele sale sunt nepretențioase. Ni se spune că a luat parte la aproximativ cincisprezece cruciade în multe țări și că, de asemenea, a luptat pentru un lider păgân împotriva altuia. Deși lista de campanii este reală, caracterizarea lui este idealizată.
Majoritatea cititorilor [moderni] au considerat descrierea lui Chaucer despre el ca „a verray, parfit gentil knyght” - un foarte gentil, perfect cavaler, ca fiind sinceră, dar Terry Jones a sugerat, în anii timpurii 1980,  că descrierea fusese gândită a fi ironică și că autorul s-ar fi bazat pe cunoașterea situaților de acest gen, de către cititorii timpului său, care ar fi dedus că, de fapt, Cavalerul era un mercenar. Cavalerul este acompaniat în pelerinajul său de Squire, fiul său de 20 de ani.
Povestirea introduce teme și argumente întâlnite frecvent în literatura despre cavaleri, așa cum erau dragostea de curte și varii dileme etice.